# Cloruro d'ammonio
Il cloruro di ammonio (altresì noto come sale di ammonio, NH4Cl) è il sale di ammonio dell'acido cloridrico. 
Nella sua forma pura è un sale cristallino bianco, solubile in acqua, di sapore piccante. In natura è rintracciabile presso regioni vulcaniche, dove si forma sopra rocce vulcaniche vicino a sfiati emananti vapori. Il cristallo sublima direttamente allo stato gassoso, e tende a durare brevemente giacché si dissolve facilmente in acqua. Facile da produrre artificialmente, spesso è realizzato come sottoprodotto di altre industrie.

## Usi
Storicamente era considerato come una delle quattro anime alchemiche. Il modo in cui si dissocia in due potenti corrosivi, l'ammoniaca e l'acido cloridrico, che attaccavano i metalli, aveva indotto gran parte degli alchimisti a pensare che il cloruro di ammonio potesse essere la chiave per trasformare i metalli.
In tempi moderni funge come elettrolita per batterie a cella secca e come fertilizzante nella coltivazione del riso.
Viene utilizzato anche come supplemento alla nutrizione del bestiame, negli shampoo, nella stampa tessile, nella colla che lega il compensato, come ingrediente per la nutrizione del lievito, nei prodotti abrasivi e come medicina per la tosse, quale mucolitico. Questa proprietà gli deriva dalla sua azione irritativa nella mucosa bronchiale, che causa la produzione di liquido in eccesso che si può espellere in modo più semplice (in particolare, questa capacità è dovuta allo ione ammonio piuttosto che a quello cloruro).

Viene anche utilizzato per acidificare le urine favorendo così l'eliminazione di farmaci basici.
In parecchi Paesi il cloruro di ammonio è usato per aromatizzare caramelle alla liquirizia (il salmiakki della Finlandia è un esempio popolare) e come condimento per le vodke.
Viene utilizzato inoltre insieme ad acqua e urea come ghiaccio istantaneo.
Usata anche nell'estrazione rudimentale della morfina per la produzione di eroina, l'aggiunta del composto fa precipitare la cosiddetta morfina base, un prodotto molto grezzo ma l'inizio per la produzione dello stupefacente.

## Storia
Il nome deriva dal tempio di Zeus-Amon in Egitto dove fu rinvenuto originariamente; da lì il nome sale di Ammon. Era la sostanza cristallina bianca che restava sul soffitto o sui muri dopo che venivano bruciate le feci dei cammelli. Alessandro il Grande la trovò in Tagikistan nelle miniere: la sostanza era nota come naosha in Cina, nao sadar in India e nushadir in Persia e nei Paesi mediorientali.